# Orotukan
Orotukan (russisch Оротука́н) ist eine Siedlung städtischen Typs in der Oblast Magadan (Russland) mit 880 Einwohnern (Stand 1. Oktober 2021).

## Geographie
Die Siedlung liegt im Nordteil des Kolymagebirges etwa 300 Kilometer Luftlinie nördlich der Oblasthauptstadt Magadan am rechten Ufer des gleichnamigen Nebenflusses der Kolyma, 50 Kilometer oberhalb der Mündung.
Der Ort gehört zum Rajon Jagodninski und liegt gut 100 Kilometer südöstlich von dessen Verwaltungszentrum Jagodnoje.

## Geschichte
Die Geschichte des Ortes beginnt Anfang 1931, als Geologen das Tal des Kolyma-Nebenflusses auf Goldlagerstätten erkundeten und am Fluss ein Lager errichteten. Wenig später begannen die Vorarbeiten für den Bau der „Kolyma-Trasse“ durch das Gebiet, einer Straße von Magadan nach Ust-Nera.
Der Ort entstand an seiner heutigen Stelle Mitte der 1930er Jahre; er erhielt seine Bezeichnung nach dem Fluss, dessen Name aus dem jakutischen „ortokon“ für eine „kleine abgebrannte Wiesen- oder Waldfläche“ entstand. Ab 1935 befand sich im Ort das Zentrum des südlichen Abschnitts der Gulag-Regionalverwaltung Dalstroi.
In den 1940er Jahren entstand ein Werk für Reparatur und später auch Herstellung von Bergbauausrüstungen. 1953 wurde dem Ort der Status einer Siedlung städtischen Typs verliehen.
Infolge der Wirtschaftskrise, die mit dem Zerfall der Sowjetunion einherging, wurden in den 1990 die meisten Bergbau- und anderen Betriebe geschlossen oder schränkten ihre Produktion erheblich ein, sodass seither mehr als die Hälfte der Bewohner den Ort verließ.

### Bevölkerungsentwicklung
| Jahr | Einwohner |
| ---- | --------- |
| 1959 | 4663      |
| 1970 | 4934      |
| 1979 | 5546      |
| 1989 | 5638      |
| 2002 | 2760      |
| 2010 | 1531      |
| 2021 | 880       |

Anmerkung:: Volkszählungsdaten

## Kultur und Sehenswürdigkeiten
In Orotukan gibt es eine Bibliothek und ein Kino.

## Wirtschaft und Infrastruktur
In der sowjetischen Periode war Orotukan eines der Zentren der Golderkundung und -förderung des Kolymagebietes. Hier befand sich ein Werk für Bergbauausrüstungen.
Die Siedlung liegt an der zur Fernstraße R504 Kolyma aufgewerteten Kolyma-Trasse, die von Magadan in den nordwestlichen Teil der Oblast über Sussuman in die benachbarte Republik Jakutien (Sacha) führt (nach Jakutsk). Die Entfernung nach Magadan auf der Straße beträgt etwa 400 Kilometer, nach Jakutsk etwa 1500 Kilometer.

## Persönlichkeiten
- Tina Karol (* 1985 in Orotukan), Popsängerin
- Matwei Korobow (* 1983 in Orotukan), Boxer